# 德賴蒂爾梅山
47°01′29″N 9°48′36″E / 47.02472°N 9.81000°E

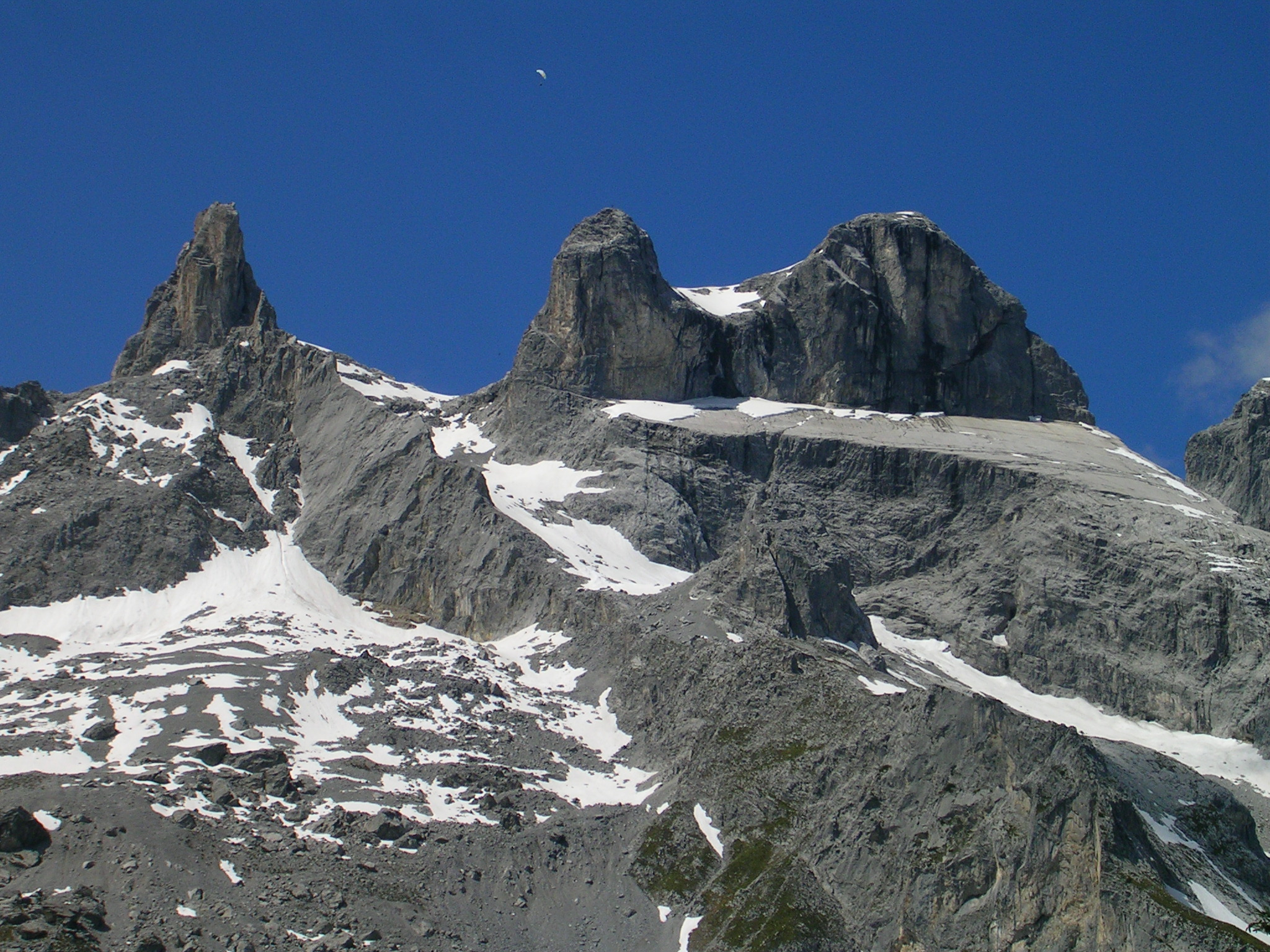

德賴蒂爾梅山（德語：Drei Türme），是中歐的山峰，位於奧地利和瑞士接壤的邊境，屬於雷蒂孔山的一部分，海拔高度2,830米，每年平均降雨量1,729毫米。